# Alexander Keiller (1832–1918)

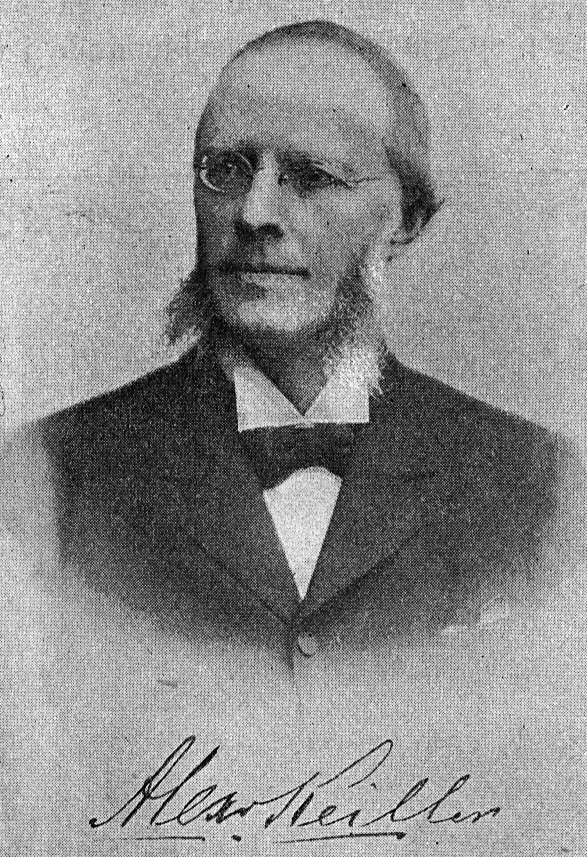
Alexander Keiller (1832–1918).

Alexander Keiller, även kallad den yngre, född den 26 november 1832 i Göteborg, död där den 20 november 1918, var en svensk ingenjör och industriman.

## Biografi
Alexander Keiller var son till Alexander Keiller (1804–1874) och Louise Wijk och han gifte sig 1863 med Hedvig Falck. Efter skolstudier och genomgången utbildning vid Chalmers tekniska skola började han att arbeta praktiskt vid Göteborgs Mekaniska Verkstad. Efter dess konkurs 1867 flyttade han till Schisshyttan i Dalarna och ägnade sig där åt gruvdrift och ståltillverkning. Efter att bruket köpts upp av andra intressenter återvände Keiller till Göteborg, varifrån han bedrev egen gruvverksamhet, bland annat vid kopparverket i Näverberg, nära Falun.